# Parallelia porphyrescens
Parallelia porphyrescens là một loài bướm đêm trong họ Erebidae.